# 間人港灯台
間人港灯台（たいざこうとうだい）は、京都府京丹後市丹後町間人の弁天岩の上に設置された灯台。
頂部に、間人港弁天島西方照射灯（たいざこうべんてんじませいほうしょうしゃとう、航路標識番号：0994）を併設している。
付近の間人港大橋の欄干には間人港指向灯（航路標識番号：0992.5）がある。

## 歴史
- 1930年（昭和5年）4月 - 初点灯[1]。
- 1985年（昭和60年）11月 - 改築[1]。

## 交通
- 京都府道672号間人港線

## 付近
- 間人漁港
- 間人港大橋
- 京丹後市役所丹後庁舎（旧：丹後町役場）
- 京丹後市立丹後小学校（旧：京丹後市立間人小学校）
- 立岩後ケ浜海水浴場
- 丹後地域公民館
- 親水プール